# Легкий Андрій
Легкий Андрій (07.09.1968, Бережани, Тернопільська область) — український композитор. Член Національної спілки композиторів України. Член Американської асоціації композиторів. Живе у США.

## Життєпис
Закінчив Вищий музичний інститут у Львові (1994).
Артист хору Гуцульського ансамблю пісні і танцю Івано-Франківської філармонії (1987-88).
Концертмейстер катедри музикознавства Прикарпатського університету (1994-96).
1999 — викладач Вищого музичного інституту у Львові.
Організатор ансамблю старовинної музики «Ricercare» (1996).
У 2004 р. емігрував до США.
У 2010 р. закінчив Менес Коледж.
Навчався у Mannes College The New School for Music.
З 2010 — член Американської асоціації композиторів.